# Kismet (yacht)
För andra betydelser, se Kismet (olika betydelser).
M/Y Kismet är en megayacht tillverkad av Lürssen i Tyskland. Hon sjösattes i augusti 2023 och levererades i maj 2024 till sin ägare Shahid Khan, en amerikansk entreprenör. Den kostade omkring 390 miljoner amerikanska dollar att bygga. I september 2023 hade Khan sålt sin superyacht med samma namn i förmån av denna.
Megayachten designades exteriört av Nuvolari Lenard och interiört av Reymond Langton Design. Kismet är 122 meter lång och har en kapacitet på tolv passagerare fördelat på sex hytter. Den har också en besättning på 36 besättningsmän.